# Ginasio (revista)
Ginasio  foi um jornal de Coimbra fundado em 1936, dirigido por Cândido Frazão Caetano.